# Lipovany
Lipovany jsou obec v okrese Lučenec v Banskobystrickém kraji na Slovensku. Leží v západní části  Cerové vrchoviny v údolí Mučínského potoka, přibližně třináct kilometrů jižně od Lučence. V obci žije 246 obyvatel.
V Lipovanech je moderní římskokatolický kostel Sedmibolestné Panny Marie. V katastrálním území obce leží přírodní památka Lipovianske pieskovce.

## Historie
První písemná zmínka o vesnici pochází z roku 1238. V roce 1952 byly Lipovany vyčleněny z obce Pleš.